# Орсини, Латино
Латино ди Карло Орсини (итал. Latino di Carlo Orsini; 1411, Рим — 11 августа 1477, Рим ) — католический церковный деятель, кардинал (1448).

## Биография
Родился в 1411 году в Риме, сын Карло Орсини (ум. 1445), первого сеньора ди Браччано (с 1417), и Паолы Жиронимы Орсини, графини Тальякоццо.
Канонник ди Сан Пьетро в Ватикане (1426), канонник в Констанце (1429), пробст в Аквилее (1428).
С 10 марта 1438 года епископ Концы. С 1439 года архиепископ Трани. Получил сан кардинала на консистории 20 декабря 1448 года (понтификат Николая V) (кардинал-диакон деи Санти Джованни э Паоло).
С 1450 г. архиепископ Урбино. С 1472 г. архиепископ Таранто. Также был администратором диоцезов Бари (1452—1472) и Полиньяно (1468—1472).
В 1465 г. легат в Анконской марке.
С 7 июня 1465 г. кардинал-епископ Альбано. С 14 октября 1468 года кардинал-епископ Фраскати.
На конклаве 1471 года способствовал избранию Сикста IV, за что был назначен на должность камерленго.
Умер 11.08.1477 в Риме.

## Семья
У Латино Орсини был незаконнорожденный сын — Паоло Орсини (1450 — 18.01.1503), кондотьер на службе папского престола, Неаполя и Флоренции, с 1477 г. сеньор Ламентаны, Сельчи и Паломбара (владения унаследованы от отца), с 1487 г. первый маркиз ди Антрипальда. Убит по приказу Александра VI Борджиа.
Племянница (дочь сестры) — Клариче Орсини, жена Лоренцо Великолепного, мать папы Льва X.
Племянник — Ринальдо Орсини, архиепископ Флоренции в 1474—1508 гг.

## Галерея

Герб рода Орсини
Герб Орсини ди Браччано